# Green Lantern (fumetto)
Green Lantern è stata una testata a fumetti esordita nel 1941 che pubblicava storie incentrate sull'omonimo personaggio della DC Comics;  venne edita per oltre 500 numeri divisi in cinque serie fino al 2016 quando venne sostituita da altre due testate incentrate sul personaggio: Hal Jordan and the Green Lantern Corps e Green Lanterns.

## Storia editoriale
Il personaggio ha esordito nel 1940 sul n. 16 della testata All-American Comics e da allora ha avuto diverse incarnazioni, la prima delle quali, il personaggio di Alan Scott, fu successivamente trasferita nella prima serie dedicata al personaggio nel 1941; questa prima serie fu poi cancellata nel 1949 dopo 38 numeri. Il personaggio ebbe una seconda incarnazione, Hal Jordan, protagonista della seconda serie della testata esordita nel 1960 durante il periodo Silver Age, e divenne la versione principale e più famosa del personaggio. Questa seconda serie venne sospesa temporaneamente nel 1972 per poi riprendere nel 1976 mantenendo la numerazione progressiva fino al 1988 quando fu chiusa con il nº 224 e, due anni dopo nel giugno 1990 venne inaugurata una terza serie; a seguito di un calo nelle vendite durante i primi anni novanta, la DC Comics modificò l'incarnazione del personaggio, Hal Jordan, nel super criminale Parallax e lo sostituì con una terza incarnazione, Kyle Rayner, che divenne il nuovo protagonista; questa terza serie fu interrotta nel 2004, quando, con la miniserie Lanterna Verde: Rinascita, venne ripreso Hal Jordan. Conclusa la miniserie, lo scrittore Geoff Johns cominciò la quarta serie che venne pubblicata dal 2005 al 2011 quando esordì una quinta serie, legata all'operazione The New 52, un piano editoriale di rilancio narrativo che azzerrò e rilancia tutte le testate. In questa ultima serie compaiono due diverse incarnazioni del personaggio: Hal Jordan e Sinestro; la quinta serie venne interrotta nel 2016 e il suo posto venne preso da due diverse testate: Hal Jordan and the Green Lantern Corps e Green Lanterns.

### Volume 1 (1941-1949)
Il primo volume fu pubblicato dal 1941 al 1949 per 38 numeri. La serie ebbe come protagonista Alan Scott, primo personaggio a indossare i panni di Lanterna Verde, creato dallo scrittore/disegnatore Martin Nodell e dallo scrittore Bill Finger. La prima apparizione di Alan si ebbe nella serie antologica All-American Comics nº 16 (luglio 1940). Gli venne dedicata una serie omonima nel tardo autunno del 1941. Il Giuramento delle Lanterne esordì nel nº 9 (fine inverno 1943). L'artista Alex Toth realizzo alcuni dei suoi primi lavori su questa testata a partire dal nº 28 (ottobre-novembre 1947). Fu poi introdotto una spalla, un cane di nome Streak, nel nº 30 (febbraio-marzo 1948) che divenne così popolare da divenire protagonista di numerose copertine della serie, a cominciare dal nº 34.. La serie fu sospesa con il nº 38 (maggio-giugno 1949). Anche se ci furono numerosi successivi revival di progetti per Lanterna Verde nel corso degli anni, questa rimane l'unica serie fino ad oggi ad aver messo in luce il personaggio di Alan Scott.

### Volume 2 (1960-1972 e 1976-1988)
La versione del personaggio della Silver Age fu creata da John Broome e Gil Kane e pubblicata sulla testata Showcase (nº 22, ottobre 1959) per volere del direttore editoriale Julius Schwartz. La seconda serie della testata dedicata al personaggio esordì nell'agosto 1960. La serie era incentrata sul personaggio di Hal Jordan oltre a introdurre una vasta mitologia di personaggi all'interno del corpo delle Lanterne Verdi. Il personaggio di Sinestro, un super criminale, venne introdotto nel nº 7 (luglio–agosto 1961).. Nel 2009 esso fu inserito al quindicesimo posto della lista del sito IGN dei più grandi criminali dei fumetti di tutti i tempi.. La fidanzata Hal Jordan, Carol Ferris, assunse l'identità di Star Sapphire nel nº 16.. Mano Nera, un personaggio che comparve poi anche nel ciclo di storie La notte più profonda nel 2009-2010, debuttò nel nº 29 (giugno 1964).. Un sostituto di Lanterna Verde, Guy Gardner, esordì nella storia Earth's Other Green Lantern! nel nº 59 (marzo 1968)..
Il personaggio di Freccia Verde comparve nella serie in un famoso ciclo di storie dello scrittore Dennis O'Neil e disegnate da Neal Adams iniziato nel nº 76 (aprile 1970) e concluso con il nº122 (novembre 1979); questa saga trattò temi politici e sociali e vide Freccia Verde a favore di cambiamenti radicali mentre Lanterna Verde apparve come una figura di stampo conservativo, volendo lavorare all'interno delle istituzioni esistenti. Dove Oliver Queen, alter ego di Freccia Verde, sostiene l'azione diretta, Hal Jordan propende per lavorare all'interno del sistema; dove Oliver richiede riforme sociali, Jordan era più preoccupato ad affrontare i criminali. Entrambi trovano nell'altro la contestazione delle proprie convinzioni. Oliver convinse Jordan ad andare oltre alla sua cieca obbedienza al corpo delle Lanterne Verdi, per aiutare coloro che erano discriminati o trascurati. Come spiegò O'Neil: «Oliver Queen sarebbe un fervente anarchico in contrasto con il modello di cittadino tranquillo rappresentato da Lanterna Verde». I due si imbarcarono poi in un viaggio alla scoperta dell'America, testimoniando i problemi di corruzione, razzismo, inquinamento, e sovrappopolamento in tutta la nazione. Lo scrittore Denny O'Neil si basò su eventi correnti, come ad esempio gli omicidi della famiglia Manson, nel nº 78, dove Black Canary cadde brevemente sotto l'incantesimo di un falso profeta che sosteneva la violenza.
Fu durante questo periodo che venne pubblicata la più famosa storia di Freccia Verde, in Green Lantern (vol. 2) nº 85 e 86 (Snowbirds Don't Fly), dove si scoprì che il protetto di Freccia Verde, Speedy era dipendente dall'eroina. Nel suo fervore per salvare l'America, Oliver Queen fallì proprio nella sua responsabilità personale verso Speedy — che poi riuscì a superare la tossicodipendenza con l'aiuto di Black Canary, all'epoca fidanzata di Freccia Verde. Il sindaco di New York, John Lindsay, scrisse una lettera di elogio agli autori. Un'ulteriore Lanterna Verde di rinforzo, John Stewart, esordì nel nº 87. Sfortunatamente, la serie non ebbe il successo aspettato e Neal Adams ebbe dei guai con le scadenze, facendo sì che il nº 88 fosse una ristampa non prevista del numero; la serie fu cancellata con il nº 89 (aprile–maggio 1972). Quattro mesi dopo, Lanterna Verde comparve sulla testata dedicata a Flash a partire dal nº217 del 1972 e fine al nº 246 del 1977 fino a che non riebbe una propria serie dedicata.
La serie ripartì con il nº 90 (agosto-settembre 1976), continuando a presentare la coppia Lanterna Verde e Freccia Verde. Julius Schwartz, direttore editoriale della serie fin dal 1960, lasciò l'incarico con il nº 103 (aprile 1978). Nel nº 123 (dicembre 1979), il personaggio di Hal Jordan riprese il ruolo da protagonista e Freccia Verde lasciò la serie. Su consiglio dell'artista Joe Staton, il direttore editoriale Jack C. Harris diede all'artista britannico Brian Bolland l'incarico di realizzare la copertina di Green Lantern nº 127 (aprile 1980). Lo scrittore Marv Wolfman insieme a Staton crearono gli Omega Men nel nº 141 (giugno 1981)..
Nel nº 182, lo scrittore Len Wein e il disegnatore Dave Gibbons idearono una nuova incarnazione del personaggio chiamata John Stewart, già introdotto nella serie con il nº 87, che divenne quindi il nuovo protagonista della serie. Dopo il 200° numero in formato doppio e realizzato da writer Steve Englehart e Joe Staton, la testata divenne Corpo delle Lanterne Verdi concentrandosi sui sette membri di un contingente dei quale facevano parte anche Jordan e Stewart). La serie non ebbe altre modifiche fino alla chiusura nel 1988 con il nº 224.

### Volume 3 (1990-2004)
La terza serie della testata cominciò nel 1990 presentando come protagonista Hal Jordan e il Corpo delle Lanterne Verdi in un ciclo di storie di Gerard Jones e Pat Broderick. A metà degli anni novanta le vendite calarono e si decise di rivitalizzare la testata e i relativi personaggi. Questo avvenne con il ciclo di storie noto come "Emerald Twilight".
In questa saga dopo la distruzione della città natale di Hal Jordan, Coast City, parte degli avvenimenti del ciclo di storie su "La morte di Superman", Lanterna Verde impazzì di rabbia mentre tentava di utilizzare tutto il suo potere per ricostruire la città e farne resuscitare gli abitanti. I Guardiani dell'Universo non condivisero l'operato di Jordan e confermarono il loro intento di toglierli l'anello. Jordan, folle di ira, cercò di distruggere i Guardiani e lo stesso Corpo delle Lanterne Verdi. Uccise numerosi membri del corpo delle Lanterne Verdi attraversando tutto l'universo fino al pianeta Oa uccidendo apparentemente anche il suo nemico Sinestro, uccise i Guardiani e prese il potere della Batteria del Potere Centrale del pianeta Oa. Con il potere ottenuto, Jordan divenne il super criminale Parallax diventando l'antagonista principale della saga Ora Zero, ciclo di storie del 1994.
Dopo di ciò, Kyle Rayner, un giovane studente di arte, divenne il nuovo protagonista oltre che l'unica Lanterna Verde dato che il corpo delle Lanterne Verdi non esisteva più. Gli scrittori Ron Marz e Judd Winick, autori di questo periodo, riuscirono ad aumentare la popolarità del personaggio tanto che fu incluso nella formazione del rilancio della serie Justice League, JLA, di Grant Morrison, e reintroducendo aspetti familiari del personaggio negli oltre dieci anni di permanenza di Rayner nella serie. La terza serie culminò con il ritorno dei Guardiani dell'Universo, l'arrivo di Ion, e un viaggio nello spazio di Kyle che fece da prologo alla miniserie Green Lantern: Rebirth.

### Volume 4 (2005-2011)
Dopo gli eventi narrati nella saga Rebirth, in cui lo scrittore Geoff Johns rivelò che Parallax era un'impersonificazione parassita della paura piuttosto che un'identità di Hal Jordan, esordì la quarta serie con il ritorno di Hal Jordan come Lanterna Verde. Johns e il disegnatore Carlos Pacheco lanciarono la nuova serie nel luglio 2005. Tentando di ricostruire la sua vita, Hal Jordan si trasferì a Coast City ora in fase di ricostruzione e venne reintegrato, con la qualifica di Capitano, nell'aviazione degli Stati Uniti. Nella serie comparvero nuovi comprimari dei quali il più importante fu una persona proveniente dal passato di Hal, il generale Jonathan "Herc" Stone, che scoprì l'identità di Hal come Lanterna Verde durante una battaglia con i Manhunters e che divenne un suo alleato. Inoltre si innamorò della sua collega Jillian "Cowgirl" Pearlman. Altri comprimari ripresi dal passato del personaggio furono Carol Ferris, Tom Kalmaku e il fratello minore di Hal, James Jordan, con sua cognata Susan e i loro bambini, Howard e Jane.
In questa nuova serie, il protagonista affronta le versioni aggiornate dei suoi avversari del periodo Silver Age come Hector Hammond, lo Squalo e Mano Nera. All'interno del progetto di rinnovamento dell'universo DC, come descritto nel nº 10 della serie, la linea temporale salta in avanti di un anno (ciclo di storie Un anno dopo), portando cambiamenti drastici anche nella vita di Hal Jordan che passò del tempo come prigioniero di guerra in un conflitto non specificato e che si sentiva in colpa per la sua inabilità di liberare sé stesso e i suoi compagni.
Nel 2008 venne raccontata una nuova versione delle nuove origini del personaggio nel ciclo di storie Secret Origin: Hal Jordan, mentre lavorava come assistente meccanico di Tom Kalmaku, gli fu negato di volare a causa della sua insubordinazione mentre la USAF e i suoi complessi di colpa per la morte di suo padre nello svolgimento del dovere, quando Abin Sur, combattendo Atrocitus dei Five Inversion, si schiantò vicino a Coast City. Hal e il resto del Corpo delle Lanterne Verdi si ritrovarono in guerra con Sinestro e il suo esercito, i Sinestro Corps durante gli eventi di la Guerra del Corpo di Sinestro.
Con il successivo ciclo di storie di La notte più profonda, la storia Rage of the Red Lanterns vide Jordan fare uso dell'anello del potere sia rosso che blu. Nella storia Larfleeze, Hal Jordan fu brevemente al comando della batteria del potere di Larfleeze dopo avergliela rubata in battaglia. La luce arancione dell'avarizia si convertì con Jordan, il suo costume cambiò, e divenne una Lanterna Arancione. Larfleeze si riprese subito la sua lanterna da Jordan. La mitologia di Lanterna Verde fu il centro dell'evento crossover della DC La notte più profonda, che vide gli eroi e i criminali morti in tutto l'Universo DC diventare membri attivi del Corpo delle Lanterne Nere. Combattendo le Lanterne Nere con i compagni Flash, Atomo, e Mera, Jordan combatté al fianco dei più alti membri di ogni Corpo dello spettro emozionale, e sorvegliò le nuove investiture dei personaggi DC in tutti gli altri Corpi. Jordan e i suoi "Nuovi Guardiani" si mossero insieme ai nuovi membri dei Corpi per combattere direttamente il Corpo delle Lanterne Nere e il suo leader Nekron.
Dopo la fine di La notte più profonda, il fumetto Lanterna Verde fu connesso all'evento successivo Nel giorno più splendente, in cui numerosi membri dei Corpi di tutto lo spettro emozionale cercarono di ottenere il controllo sull'Entità bianca che abitò sulla Terra fino al numero finale di La notte più oscura. Dopo la fine di Nel giorno più splendente, l'ex Guardiano dell'Universo Krona fece ritorno, prendendo controllo del Corpo delle Lanterne Verdi e facendo sì che Hal, John Stewart, Guy Gardner, e Kyle Rayner combattessero contro i loro compagni durante gli eventi di la Guerra delle Lanterne Verdi. La storia della Guerra terminò con la morte di Krona per mano di Hal Jordan, un atto che allarmò i Guardiani sufficientemente da strappare ad Hal il suo anello e di rimandarlo sulla Terra, e non essendo più una Lanterna Verde del settore 2814. Al suo posto, inesplicabilmente, fu messo Sinestro, ex rinnegato e nemico del Corpo, servendo al posto di Hal per lo shock e il disappunto di chiunque ne fosse coinvolto.
Il 31 maggio 2011, fu annunciato che tutti i fumetti dell'Universo DC sarebbero stati cancellati o rilanciati con il nuovo n. 1, dopo che una nuova continuità fu creata all'inizio degli eventi di Flashpoint.

### Volume 5 (2011-2016)
La DC Comics rilanciò la testata con un nuovo nº 1 nel settembre 2011, scritto ancora da Geoff Johns e illustrato da Doug Mahnke, come parte del rilancio di tutti i fumetti della casa editrice, The New 52. Come per tutti i fumetti legati al rilancio anche Hal Jordan comparve con un aspetto di cinque anni più giovane della sua incarnazione precedente. I supereroi in generale sono apparsi negli ultimi cinque anni e sono visti al meglio, con sospetto, e al peggio, con estrema ostilità.
Il responsabile editoriale della DC ha confermato che il passato di Johns precedente al rilancio è ancora parte della continuity del rilancio di The New 52, con le saghe storie maggiori come Rebirth, Guerra del Corpo di Sinestro, La notte più profonda, e Nel giorno più splendente ancora tutte costituenti la spina dorsale della recente storia dei personaggi. Di conseguenza la nuova serie della testata riprendeva continuandoli gli eventi di Guerra delle Lanterne Verdi, con Sinestro nel ruolo di Lanterna Verde e Hal Jordan senza poteri sulla Terra.
La prima storia di questa saga, intitolata Sinestro, narra del ritorno dell'ex rinnegato nel Corpo delle Lanterne Verdi e la vita da civile di Hal Jordan. Mentre si trovava di pattuglia, Sinestro visitò il suo pianeta natale Korugar e con orrore scoprì che i membri rimasti dei Sinestro Corps avevano schiavizzato la popolazione. Al fine di aiutarlo nel riprendersi il pianeta, Sinestro torna sulla Terra e crea un anello per Hal Jordan, il suo grande nemico.
Dopo le apparenti morti di Hal Jordan e di Sinestro per mano dei Guardiani dell'Universo mentre fronteggiavano Mano Nera, Simon Baz, un arabo musulmano, diviene il nuovo Lanterna Verde in Green Lantern n. 0. Successivamente al ritorno di Hal Jordan nel n. 20, la serie è tornata a incentrarsi esclusivamente su di lui come capo del corpo delle lanterne verdi. A seguito degli eventi narrati nei numeri successivi, Hal Jordan si sacrificò come capro espiatorio per presevare l'onorabilità della Lanterna Verde divenendo un rinnegato a partire dal 40° numero della serie.
Nell'ambito del nuovo rilancio delle testate della DC, nel 2016 la testata Lanterna Verde fu sostituita da due nuove serie: Hal Jordan and the Green Lantern Corps e Green Lanterns.

## Raccolte
Molti degli albi a fumetti delle varie serie sono stati raccolti in volumi antologici:

### Green Lantern vol. 1[8]
- Golden Age Green Lantern Archives (a colori, con copertina rigida):
  - Volume 1 (raccoglie Green Lantern (vol. 1) n. 1 e All-American Comics dal n. 16 al n. 30, 224 pagine, maggio 1999, ISBN 1-56389-507-2)[66]
  - Volume 2 (raccoglie Green Lantern (vol. 1) n. 2 e n. 3 e All-American Comics dal n. 31 al n. 38, 232 pagine, febbraio 2002, ISBN 1-56389-794-6)[67]

### Green Lantern vol. 2
- Green Lantern Omnibus (a colori, con copertina rigida):
  - Volume 1 (raccoglie Showcase dal n. 22 al n. 24 e Green Lantern (vol. 2) dal n. 1 al n. 21, 640 pagine, novembre 2010, ISBN 1-4012-3056-3)[68]
  - Volume 2 (raccoglie Green Lantern (vol. 2) dal n. 22 al n. 45, 624 pagine, novembre 2011, ISBN 1-4012-3295-7)[69]
- Green Lantern Archives (a colori, con copertina rigida):
  - Volume 1 (raccoglie Showcase dal n. 22 al n. 24 e Green Lantern (vol. 2) dal n. 1 al n. 5, 201 pagine, ISBN 1-56389-087-9)[70]
  - Volume 2 (raccoglie Green Lantern (vol. 2) dal n. 6 al n. 13, 210 pagine, ISBN 1-56389-566-8)[71]
  - Volume 3 (raccoglie Green Lantern (vol. 2) dal n. 14 al n. 21, 208 pagine, ISBN 1-56389-713-X)[72]
  - Volume 4 (raccoglie Green Lantern (vol. 2) dal n. 22 al n. 29, 209 pagine, ISBN 1-56389-811-X)[73]
  - Volume 5 (raccoglie Green Lantern (vol. 2) dal n. 30 al n. 38, 240 pagine, ISBN 1-4012-0404-X)[74]
  - Volume 6 (raccoglie Green Lantern (vol. 2) dal n. 39 al n. 47, 240 pagine, ISBN 1-4012-1189-5)[75]
  - Volume 7 (raccoglie Green Lantern (vol. 2) dal n. 48 al n. 57, 256 pagine, ISBN 1-4012-3513-1)[76]
- The Green Lantern Chronicles (a colori, spillato):
  - Volume 1 (raccoglie Showcase dal n. 22 al n. 24 e Green Lantern (vol. 2) dal n. 1 al n. 3, DC Comics, maggio 2009, ISBN 1-4012-2163-7,[77] Titan Books, giugno 2009, ISBN 1-84856-224-1)
  - Volume 2 (DC Comics, dicembre 2009, ISBN 1-4012-2499-7)[78]
  - Volume 3 (DC Comics, novembre 2010, ISBN 1-4012-2915-8)[79]
  - Volume 4 (DC Comics, marzo 2012, ISBN 1-4012-3396-1)[80]
- Showcase Presents: Green Lantern (in bianco e nero, spillato):
  - Volume 1 (raccoglie Showcase dal n. 22 al n. 24 e Green Lantern (vol. 2) dal n. 1 al n. 17, 528 pagine, ottobre 2005, ISBN 1-4012-0759-6)[81]
  - Volume 2 (raccoglie Green Lantern (vol. 2) dal n. 18 al n. 37 e The Flash n. 143, 528 pagine, febbraio 2007, ISBN 1-4012-1264-6)[82]
  - Volume 3 (raccoglie Green Lantern (vol. 2) dal n. 39 al n. 59, 528 pagine, Titan Books, giugno 2008, ISBN 1-84576-853-1, DC Comics, giugno 2008, ISBN 1-4012-1792-3)[83]
  - Volume 4 (raccoglie Green Lantern (vol. 2) dal n. 60 al n. 75, 392 pagine, Titan Books, luglio 2009, ISBN 1-84856-322-1, DC Comics, giugno 2009, ISBN 1-4012-2278-1)[84]
- Green Lantern/Green Arrow:
  - Volume 1 (raccoglie Green Lantern (vol. 2) dal n. 76 al n. 82, giugno 2004, ISBN 1-4012-0224-1)[85]
  - Volume 2 (raccoglie Green Lantern (vol. 2) dal n. 83 n. 87, 89 e un rinforzo tratto da The Flash dal n. 217 al n. 219, 226 pagine, agosto 2004, ISBN 1-4012-0230-6)[86]
- DC Universe: The Stories of Alan Moore, include n. 188: "Mogo Doesn't Socialize" di Alan Moore e Dave Gibbons; The Green Lantern Corps Annual n. 2: "Tygers" di Moore e Kevin O'Neill; e Green Lantern Annual n. 3: "In Blackest Night" di Moore, Bill Willingham, e Terry Austin, gennaio 2006, ISBN 978-1-4012-0927-8

### Green Lantern vol. 3
- The Road Back (raccoglie Green Lantern (vol. 3) dal n. 1 al n. 8, ISBN 1-56389-045-3)[87]
- Superman: il ritorno di Superman (comprende Green Lantern (vol. 3) n. 46, 480 pagine, dicembre 1993, ISBN 1-56389-149-2)
- Emerald Twilight (raccoglie Green Lantern (vol. 3) dal n. 48 al n. 50, marzo 1994)
- Emerald Twilight/New Dawn (raccoglie Green Lantern (vol. 3) dal n. 48 al n. 55, ISBN 1-56389-999-X)[88]
- New Dawn (raccoglie Green Lantern (vol. 3) dal n. 51 al n. 55, ottobre 2003)
- Baptism of Fire (raccoglie Green Lantern (vol. 3) n. 59, dal n. 66 al n. 75)
- Emerald Allies (raccoglie Green Lantern (vol. 3) n. 76 e n. 77, n. 92 e Freccia Verde n. 104, n. 110 e n. 111, n. 125 e n. 126, ISBN 1-56389-603-6)[89]
- Emerald Knights (raccoglie Green Lantern (vol. 3) dal n. 99 al n. 106 e Freccia Verde n. 136, ISBN 1-56389-475-0)
- New Journey, Old Path (raccoglie Green Lantern (vol. 3) dal n. 129 al n. 136, ISBN 1-56389-729-6)[90]
- The Power of Ion (raccoglie Green Lantern (vol. 3) dal n. 142 al n. 150, ISBN 1-56389-972-8)
- Brother's Keeper (raccoglie Green Lantern (vol. 3) dal n. 151 al n. 155 e Green Lantern Secret Files n. 3, ISBN 1-4012-0078-8)
- Passing The Torch (raccoglie Green Lantern (vol. 3) dal n. 156 al n. 161 e Green Lantern Secret Files n. 2, settembre 2004, ISBN 1-4012-0237-3)[91]

### Green Lantern vol. 4
- No Fear (raccoglie Green Lantern (vol. 4) dal n. 1 al n. 6 e Green Lantern Secret Files and Origins n. 1), copertina rigida, DC Comics, aprile 2006, ISBN 1-4012-0466-X, spillato, Titan Books, giugno 2008, ISBN 1-84576-204-5, DC Comics, maggio 2009, ISBN 1-4012-1058-9[92]
- Revenge of the Green Lantern (raccoglie Green Lantern (vol. 4) dal n. 7 al n. 13, copertina rigida, novembre 2006, ISBN 1-4012-1167-4,[93] spillato, ottobre 2008, ISBN 1-4012-0960-2)[94]
- Wanted: Hal Jordan (raccoglie Green Lantern (vol. 4) dal n. 14 al n. 20, copertina rigida, agosto 2007, ISBN 1-4012-1339-1,[95] spillato, gennaio 2009, ISBN 1-4012-1590-4)[96]
- Sinestro Corps War:
  - Volume 1 (raccoglie Green Lantern (vol. 4) dal n. 21 al n. 23, Corpo delle Lanterne Verdi (vol. 2) n. 14 e n. 15 e "Green Lantern: Sinestro Corps Special" auto conclusivo, copertina rigida, febbraio 2008, ISBN 1-4012-1650-1,[97] spillato, maggio 2009, Titan Books, ISBN 1-84576-783-7, DC Comics, ISBN 1-4012-1870-9)[98]
  - Volume 2 (raccoglie Green Lantern (vol. 4) n. 24 e n. 25 e Corpo delle Lanterne Verdi (vol. 2) dal n. 16 al n. 19, copertina rigida, luglio 2008, ISBN 1-4012-1800-8,[99] softcover, Titan Books, luglio 2009, ISBN 1-84576-879-5, DC Comics, giugno 2009, ISBN 1-4012-2036-3)[100]
- Rage of the Red Lanterns (raccoglie Green Lantern (vol. 4) dal n. 26 al n. 28, dal n. 36 al n. 38 e Final Crisis: Rage of the Red Lanterns, 176 pagine, copertina rigida, luglio 2009, ISBN 1-4012-2301-X,[101] softcover, July 2010, ISBN 1-4012-2302-8)
- Secret Origin (raccoglie Green Lantern (vol. 4) dal n. 29 al n. 35, copertina rigida, Titan Books, gennaio 2009, ISBN 1-84856-049-4, dicembre 2008, DC Comics, ISBN 1-4012-1990-X)[102]
- Agent Orange (raccoglie Green Lantern (vol. 4) dal n. 39 al n. 42, 128 pagine, copertina rigida, novembre 2009, DC Comics, ISBN 1-4012-2421-0)
- Blackest Night (raccoglie Green Lantern (vol. 4) dal n. 43 al n. 52, 272 pagine, copertina rigida, luglio 2010, ISBN 1-4012-2786-4)
- Green Lantern: Brightest Day (raccoglie Green Lantern (vol. 4) dal n. 53 al n. 62, 256 pagine, copertina rigida, giugno 2011, ISBN 1-4012-3181-0)
- War of the Green Lanterns (raccoglie Green Lantern (vol. 4) dal n. 63 al n. 67, Green Lantern Corps (vol. 2) dal n. 58 al n. 60, e Green Lantern: Emerald Warriors dal n. 8 al n. 10, 240 pagine, copertina rigida, novembre 2011, ISBN 1-4012-3234-5)
- War of the Green Lanterns: Aftermath (raccoglie Corpo delle Lanterne Verdi (vol. 2) dal n. 61 al n. 63, Green Lantern: Emerald Warriors dal n. 11 al n. 13, e War of the Green Lantern: Aftermath n. 1 e n. 2, 208 pagine, copertina rigida, gennaio 2012, ISBN 1-4012-3343-0)

### Green Lantern vol. 5
- Green Lantern Vol. 1: Sinestro (raccoglie Lanterna Verde (vol. 5) dal n. 1 al n. 6, 160 pagine, copertina rigida, maggio 2012, ISBN 1-4012-3454-2)[103]
- Green Lantern Vol. 2: Revenge of the Black Hand (raccoglie Lanterna Verde (vol. 5) dal n. 7 al n. 12, Annual n. 1, 192 pagine, copertina rigida, gennaio 2013, ISBN 1-4012-3766-5)

### Raccolte con storie di serie diverse
- Green Lantern Corps: Through The Ages (raccoglie Lanterna Verde (vol. 2) n. 30, Lanterna Verde (vol. 4) n. 3, Showcase n. 22, Green Lantern Gallery, Green Lantern: Emerald Dawn n. 4 e Green Lantern Secret Files 2005)[104]
- Lanterna Verde: Nel giorno più splendente (Lanterna Verde n. 7, n. 40, n. 59, n. 162, n. 173, n. 177, n. 182, n. 183 e n. 188, Lanterna Verde (vol. 2) n. 51, Green Lantern Corps Quarterly n. 6 e Green Lantern Corps Annuals n. 2, ISBN 978-1-4012-1986-4)[105]
- Green Lantern: The Greatest Stories Ever Told (raccoglie Lanterna Verde (vol.2) n. 1, n. 31, n. 74, n. 87, n. 172, Lanterna Verde (vol.3) n. 3, Flash/Lanterna Verde: Brave/Bold n. 2, Showcase n. 22 e Green Lantern Secret Files 2005, ISBN 1-4012-0961-0)[106]